# Richard J. Daley
Richard Joseph Daley, född 15 maj 1902, död 20 december 1976, var en amerikansk politiker som var Chicagos borgmästare i 21 år från 1955 till sin död 1976.

## Biografi
Richard Daley växte upp i stadsdelen Bridgeport i Chicago som dominerades av arbetare med irländsk bakgrund. Han engagerade sig i den lokala idrottsföreningen Hamburg Athletic Club, som även var en av flera liknade sällskapsklubbar med starka kopplingar till Demokratiska partiet. Han blev dess ordförande vid 22 års ålder och satt på posten till 1939. Han var medlem redan under raskravallerna i Chicago 1919 under vilka föreningen var en av de mer aktiva, men han vägrade senare alltid att kommentera sin egen eventuella medverkan.
Han studerade juridik på kvällstid samtidigt som han arbetade som tidnings- och varubud samt i Chicagos köttindustri, Union Stock Yards. Han doktorerade i juridik 1933 och hans politiska karriär började på allvar när han valdes in i delstatsparlamentet år 1936. Han kom in på en republikansk lista efter att en republikansk representant avlidit, vilket var möjligt genom en dåtida teknikalitet, och han gjorde ingen hemlighet av att han var demokrat.
I borgmästarvalet 1955 slog han sin motståndare med 708 222 röster, han skaffade personliga registreringsskyltar till bilen med de siffrorna och han använde de skyltarna resten av sitt liv. Han stödde Kennedy under dennes valkampanj 1960, med anklagelser om valfusk och i samband med mordet på Martin Luther King drabbades Chicago hårt av raskravaller där Richard J. Daley misstänkliggjordes för att uppmana polisen att gå hårt fram. Under hans ämbetstid ryktades det om korruption, men han dömdes aldrig själv även om det drabbade många i hans administrationer. I hans eftermäle nämns att han gjorde för lite för att lindra segregationen i Chicago. Under hans tid som borgmästare drabbades den amerikanska industriregionen rostbältet, i vilket Chicago ingår, av svåra nedgångar och omvälvningar. Dessa drabbade Chicago på ett lindrigare sätt än andra motsvarande städer som Cleveland och Detroit, bland annat genom riktade insatser av hans administration, som att han verkade för att det skulle vara attraktivt för medelklassen att bo centralt och han bodde själv kvar i Bridgeport i hela sitt liv. Under hans tid som borgmästare genomfördes flera infrastrukturprojekt som motorvägar och tunnelbaneutbyggnader, samt större byggnadsprojekt som flygplatsen O'Hare, Sears Tower, McCormick Place och campus till University of Illinois at Chicago.
Richard J. Daley fick sju barn och tre av sönerna blev demokratiska politiker. Hans äldsta son Richard M. Daley var Chicagos borgmästare i 22 år, mellan 1989 och 2011 och sonen William M. Daley har bland annat varit Vita husets stabschef. Richard J. Daley avled i en hjärtinfarkt när han fortfarande var borgmästare.